# گری رابرتسون
گری رابرتسون (انگلیسی: Gary Robertson؛ زادهٔ ۱۲ آوریل ۱۹۵۰) قایقران روئینگ اهل نیوزیلند بود.